# Tramwaje w Katowicach
Tramwaje w Katowicach – część systemu transportu tramwajowego Górnośląsko-Zagłębiowskiej Metropolii, który funkcjonuje na terenie Katowic od 1896 (początkowo jako sieć wąskotorowa, a od 1912 otwarto pierwsze połączenie normalnotorowe).   
Sieć ta ma charakter promienisty z koncentracją na Rynku, skąd tramwaje kierują się w czterech kierunkach: na północ do Siemianowic Śląskich, na wschód do Sosnowca i Mysłowic, na południe do katowickiego Brynowa oraz na zachód do Chorzowa i Bytomia. Jest ona obsługiwana przez Tramwaje Śląskie na zlecenie Zarządu Transportu Metropolitalnego.  

## Historia

### Okres przedwojenny

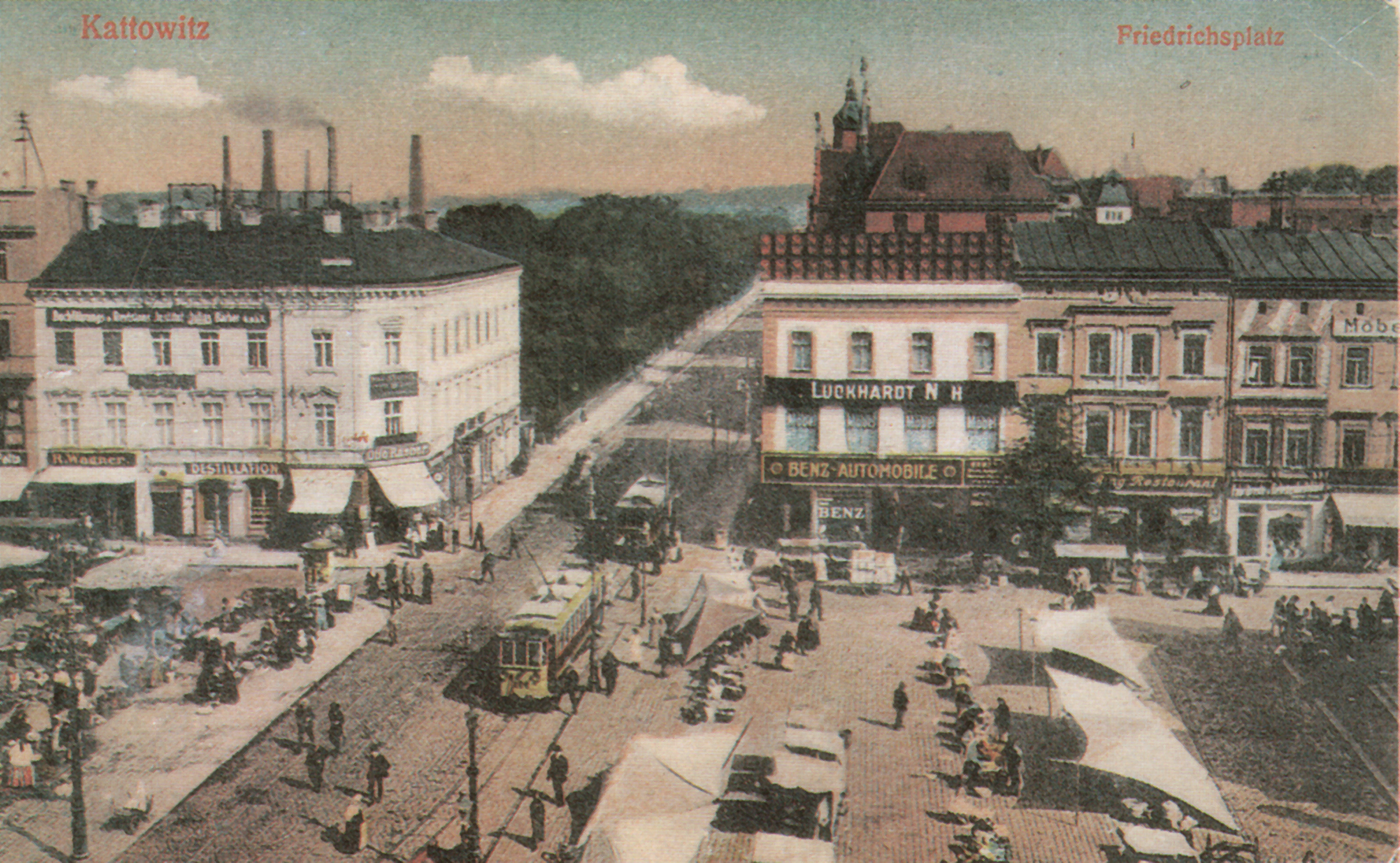
Tramwaje na Rynku przedstawione na przedwojennej pocztówce

Początki transportu tramwajowego  na terenie Katowic sięgają końca XIX wieku. Wtedy to o koncesję na budowę wąskotorowej linii tramwaju parowego Królewska Huta – Dąb – Katowice – Wełnowiec – Huta Laura wystąpiła berlińska spółka Kramer & Co. Wkrótce po uzyskaniu koncesji (23 marca 1896 roku) zrealizowano pierwszy odcinek, tj. Huta Marta (na wysokości obecnego ronda gen. Ziętka) – Wełnowiec – Huta Laura, który oddano do użytku 30 grudnia 1896 roku. Wkrótce linię zelektryfikowano. 
Od 1 października 1898 regularne kursy rozpoczęły czteroosiowe wagony Hoffmann z wyposażeniem elektrycznym amerykańskiej firmy Walker (tak nazywano je potocznie), które były pierwszymi w Europie tramwajami z nadwoziem na wózkach skrętnych, z indywidualnym napędem wszystkich osi. Relacja, którą kursuje obecnie linia 13 (Katowice – Siemianowice Śląskie) rozpoczęła epokę tramwajów elektrycznych na Górnym Śląsku.
W tym czasie podjęto budowę linii tramwajowej Katowice (Rynek) – Dąb – Królewska Huta (obecnie fragment linii 6, 11 i 19), którą ukończono w sierpniu, a uruchomiono, od początku w trakcji elektrycznej, 25 listopada 1898 roku. W 1903 roku spółka Kramer & Co. ogłosiła bankructwo i linie tramwajowe przeszły w zarząd spółki Schlesiche Kleinbahn AG. Ona, a także spółka Schikora & Wolff planowała budowę linii Katowice – Załęże – Hajduki. Ostatecznie koncesję na całą, wąskotorową linię Mysłowice – Katowice – Załęże – Świętochłowice – Bytom (współcześnie trasa linii nr 7) uzyskała do 1899 roku spółka Oberschlesische Dampfstrassenbahnen (ODS). Całą linię Hajduki Górne – Katowice – Załęże – Zawodzie – Szopienice – Mysłowice uruchomiono 31 października 1900 roku. Wybudowano wtedy też zajezdnię w Roździeniu. Pierwsze linie tramwajowe zbudowano jako jednotorowe z mijankami, a rozstaw toru wynosił 785 mm.
W 1912 roku w Katowicach uruchomiono pierwszy na terenie konurbacji katowickiej normalnotorowy tramwaj (1435 mm), który łączył katowicki Rynek z parkiem im. Tadeusza Kościuszki. Na końcu tej linii powstała zajezdnia normalnotorowa. Odcinek ten był częścią niezrealizowanej linii do Ligoty.

### Lata międzywojenne i II wojna światowa

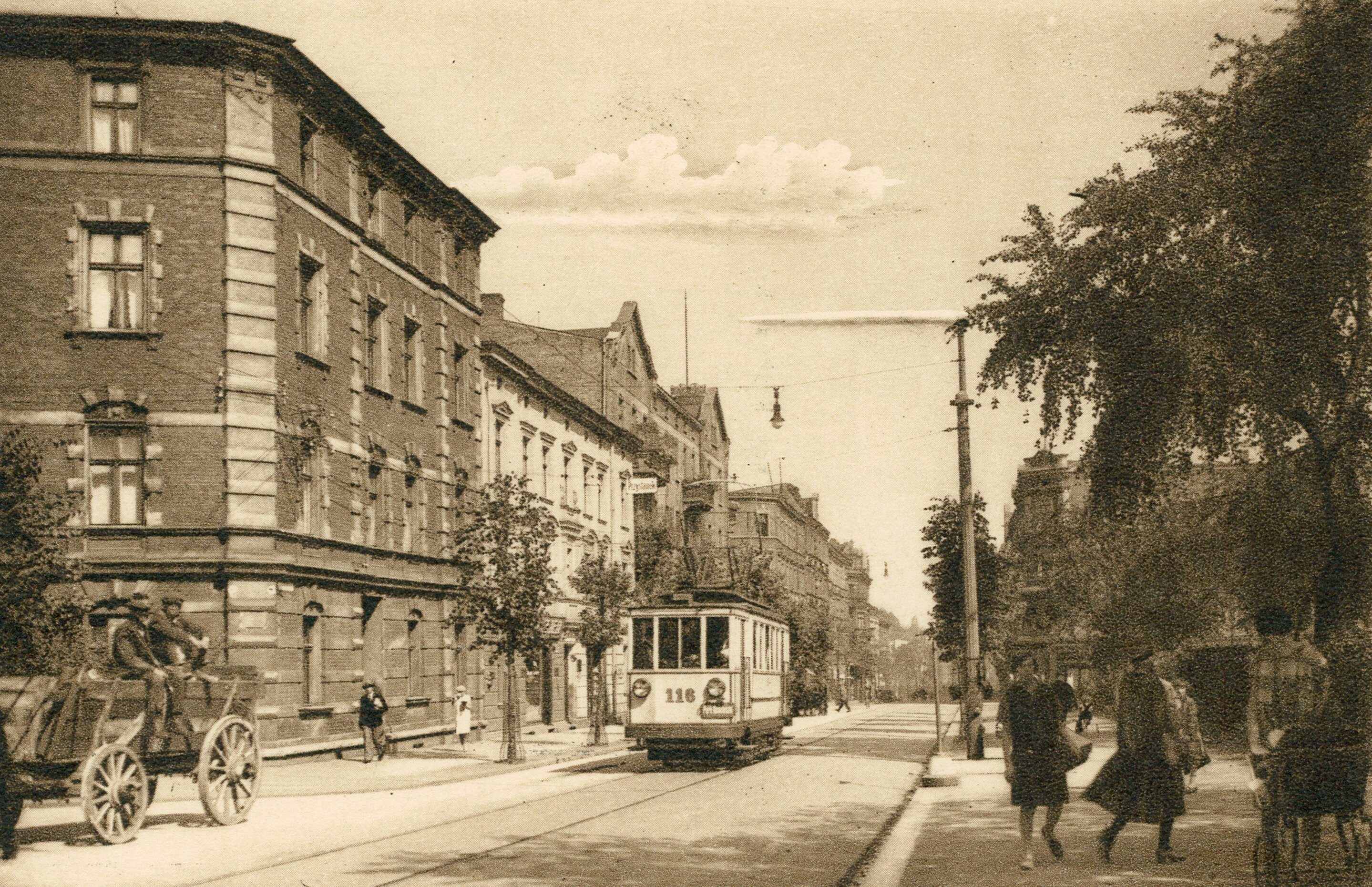
Tramwaj na ulicy T. Kościuszki w Katowicach pomiędzy 1928 a 1939 rokiem

Po I wojnie światowej i powstaniach śląskich, w 1925 roku powstała spółka Śląsko-Dąbrowskie Kolejowe Towarzystwo Eksploatacyjne z siedzibą w Katowicach, która rozpoczęła eksploatację sieci tramwajowej po polskiej stronie regionu górnośląsko-dąbrowskiego. 
W latach międzywojennych wzmogły się procesy przekształcenia sieci na terenie Katowic w sieć normalnotorową. Tory na ulicy 3 Maja przebudowano w 1926 roku, a dwa lata później, 14 lipca 1928 roku, uruchomiono linię z Szopienic do Sosnowca. Odcinek Szopienice – Mysłowice otwarto po przebudowie 12 października 1929 roku, natomiast trasę Katowice – Załęże 21 września 1929 roku. Jeszcze w tym samym roku, 27 listopada, otwarto odcinek Załęże – Hajduki. 
W 1937 roku wąskotorowe linie na terenie Katowic pozostawały na odcinku Chorzów – Dąb – Wełnowiec – plac Alfreda – Siemianowice Śląskie / Chorzów Stary.
Po wybuchu II wojny światowej sieć tramwajowa nie odniosła żadnych strat wojennych, a przerwa w ruchu na początku września 1939 roku trwała tylko dwa dni. Po zajęciu Polski przez III Rzeszę sieć ta na jeszcze we wrześniu 1939 roku przeszła w zarząd spółki Schlesische Kleinbahn AG i do 1940 roku objęta była zarządem powierniczym. W tym czasie trzykrotnie wzrosła liczba osób korzystających z transportu tramwajowego. 
W 1940 roku uruchomiono, przebudowany na normalnotorowy, odcinek Katowice Rynek – Dąb – Chorzów Rynek, a trasę Katowice – Siemianowice Śląskie w kolejnym roku. W 1942 roku na placu Alfreda wybudowano pierwszą na terenie Górnego Śląska pętlę tramwajową. Druga powstała w Zawodziu w latach 1943–1944 koło dworca kolejowego w Zawodziu, po południowej stronie ulicy 1 Maja.

### Okres Polski Ludowej

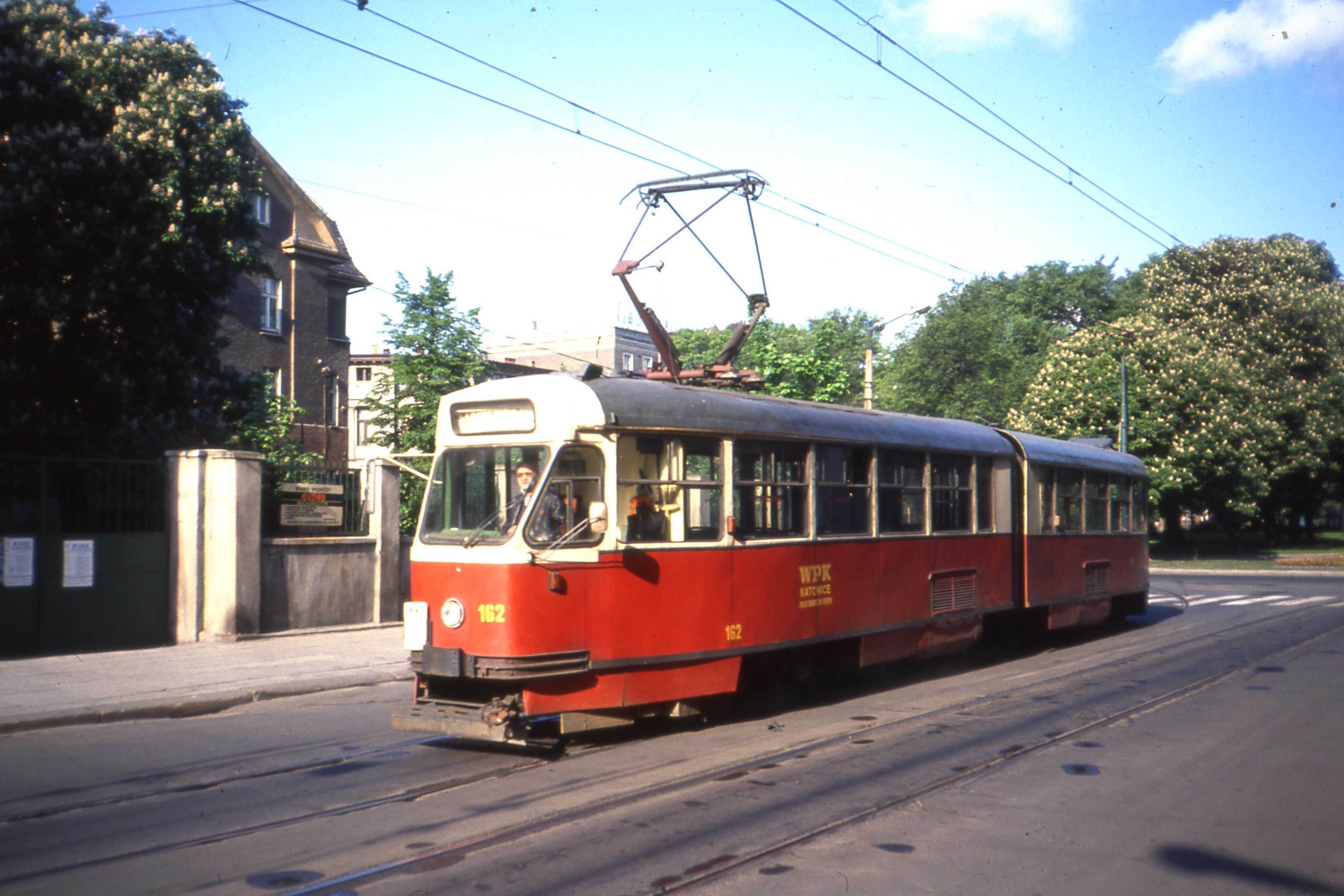
Konstal 102Na na ulicy 3 Maja (1991)

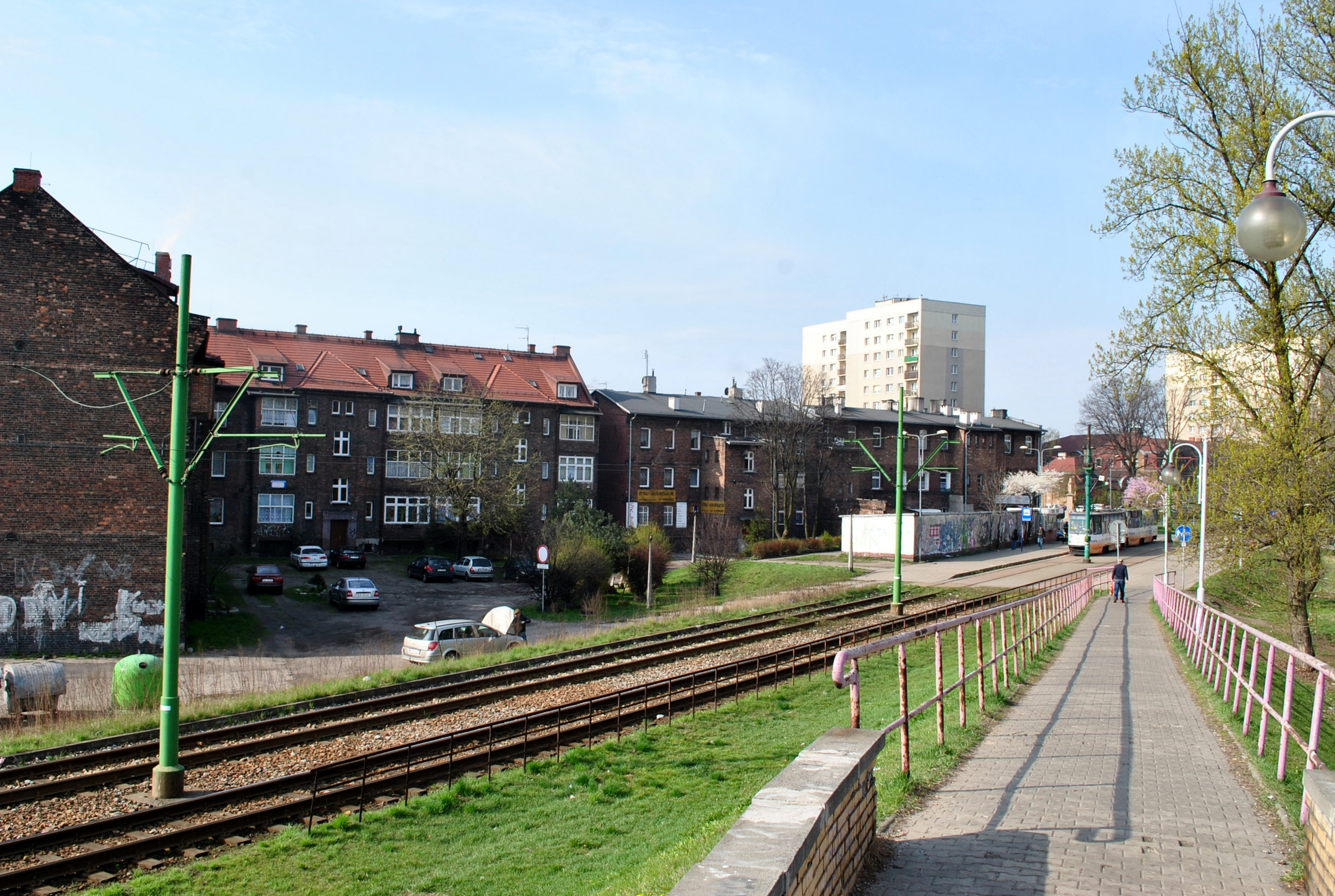
Fragment wzniesionej w 1994 roku trasy tramwajowej wzdłuż ulicy Gliwickiej

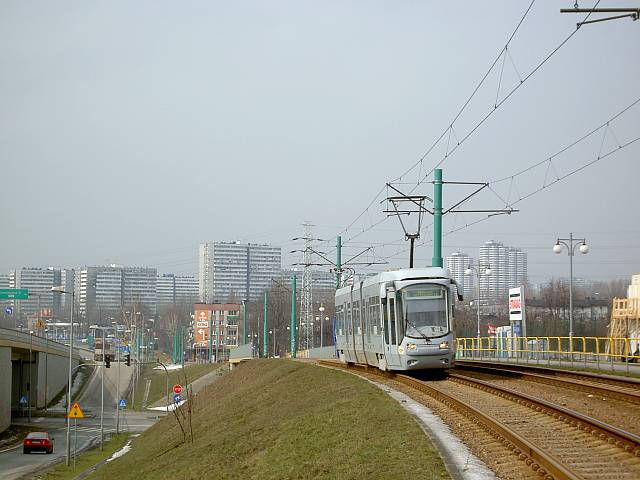
Konstal 116Nd na linii wzdłuż ulicy Chorzowskiej, odnowionej w 2002 roku

Po II wojnie światowej, w 1945 roku sieć tramwajową przymusowo przyporządkowano spółce Koleje Elektryczne Zagłębia Śląsko-Dąbrowskiego, a w 1948 roku związkowi komunalnemu Śląsko-Dąbrowskie Linie Komunikacyjne, przekształcone w 1951 roku w Wojewódzkie Przedsiębiorstwo Komunikacyjne w Katowicach, które organizowały komunikację tramwajową i autobusową na terenie konurbacji katowickiej.
Jedyne nowe linie, które powstały w okresie PRL-u, to przedłużenie linii z parku T. Kościuszki do Brynowa, oddane do użytku 18 września 1947 roku, a także pętla przez ulicę św. Jana, uruchomiona 18 września 1949 roku. Na odcinku Katowice – Szopienice w latach 1950–1955 wybudowano drugi tor, a w 1962 roku zakończono przebudowę odcinka Katowice – Chorzów i oddano do użytku nową zajezdnię w Zawodziu, która przejęła funkcję zajezdni Park Kościuszki i Szopienice. Na odcinku Katowice Rondo – pętla Słoneczna wraz z pętlą w 1964 roku dobudowano drugi tor.

### Okres III Rzeczypospolitej
Po 1989 roku wraz z przemianami ustrojowymi nastąpiły przekształcenia w organizacji transportu miejskiego na terenie konurbacji katowickiej. W 1991 roku rozdzielono WPK na kilkanaście przedsiębiorstw, w tym Przedsiębiorstwo Komunikacji Tramwajowej w Katowicach, które w 2003 roku przekształcono w spółkę Tramwaje Śląskie. Miasto Katowice są największym udziałowcem spółki (8 030 536, tj. 55,379% akcji w 2024 roku).
Mimo niedofinansowania, sieć tramwajową na terenie Katowic systematycznie modernizowano. W latach 90. XX wieku i na początku XXI wieku często towarzyszyła ona przebudowie dróg. Na początku lat 90. XX wieku, w związku z budową Drogowej Trasy Średnicowej przebudowano linię tramwajową wzdłuż na odcinku od ulicy Brackiej do ulicy Wiśniowej poza jezdnię ulicy Gliwickiej, na wydzielone torowisko. Nowy, dwutorowy odcinek o długości 960 m oddano do użytku 5 września 1994 roku. W latach 2000–2001 częściowo zmodernizowano trasę Katowice – Chorzów Rynek – Bytom, a także wprowadzono do ruchu nowe, niskopodłogowe tramwaje Konstal 116Nd.
W latach 2012–2015 zrealizowano projekt pn. „Modernizacja infrastruktury tramwajowej i trolejbusowej w Aglomeracji Górnośląskiej wraz z infrastrukturą towarzyszącą”, w ramach którego przebudowano 48 km torowisk. Na terenie Katowic zmodernizowano następujące odcinki:
- Ulica Chorzowska (odcinek Wesołe Miasteczko – Stadion Śląski),
- Ulica T. Kościuszki (odcinek autostrada A4 – wiadukt kolejowy nad ulicą św. Jana),
- Brynów (końcówka trasy – dobudowa drugiego toru),
- Aleja W. Korfantego (odcinek rondo gen. J. Ziętka – pętla Słoneczna),
- Ulica Gliwicka (odcinek ulica Wiśniowa – granica miasta z Chorzowem),
- Ulica 3 Maja i plac Wolności,
- Szopienice – Sosnowiec (dobudowa drugiego toru),
- Ulica Obrońców Westerplatte (odcinek torowiska wbudowanego w jezdnię)[16][17].

Dodatkowo, w ramach przebudowy strefy Rondo – Rynek od 2012 roku rozpoczęto przebudowę sieci tramwajowej w Śródmieściu – zlikwidowano tory na ulicy Pocztowej, dobudowano drugi tor na ulicy św. Jana i skręt z tej ulicy w stronę Zawodzia, zlikwidowano skręt z Zawodzia do alei W. Korfantego i zmodernizowano tory wzdłuż alei W. Korfantego na odcinku Rynek – rondo gen. J. Ziętka.
13 maja 2014 roku na terenie zajezdni Zawodzie odbyło się uroczyste oddanie do użytku nowych, niskopodłogowych tramwajów Pesa Twist Step 2012N. Wraz z uroczystością odbył się przejazd specjalny dwóch tramwajów do placu Wolności. Dzień później nowe tramwaje zadebiutowały liniowo na linii 35 Zawodzie Zajezdnia – Katowice Plac Wolności.
W listopadzie 2017 roku miasto Katowice podpisało z konsorcjum firm ZUE i Unibep umowę na budowę centrum przesiadkowego przy pętli Zawodzie, a miesiąc później z konsorcjum firm Warbud i Stor na budowę centrum przesiadkowego przy pętli Brynów.
22 grudnia 2023 roku otwarto nowy, 600-metrowy odcinek linii tramwajowej wzdłuż ulicy F.W. Grundmanna, połączony z istniejącymi torowiskami wzdłuż ulic Gliwickiej oraz Chorzowskiej. Zbudowano torowiska, sieć trakcyjną, wiadukt nad Drogową Trasą Średnicową (której część wiedzie ulica Chorzowską), most nad Rawą oraz połączenia we wszystkie strony z istniejącymi liniami.

## Charakterystyka

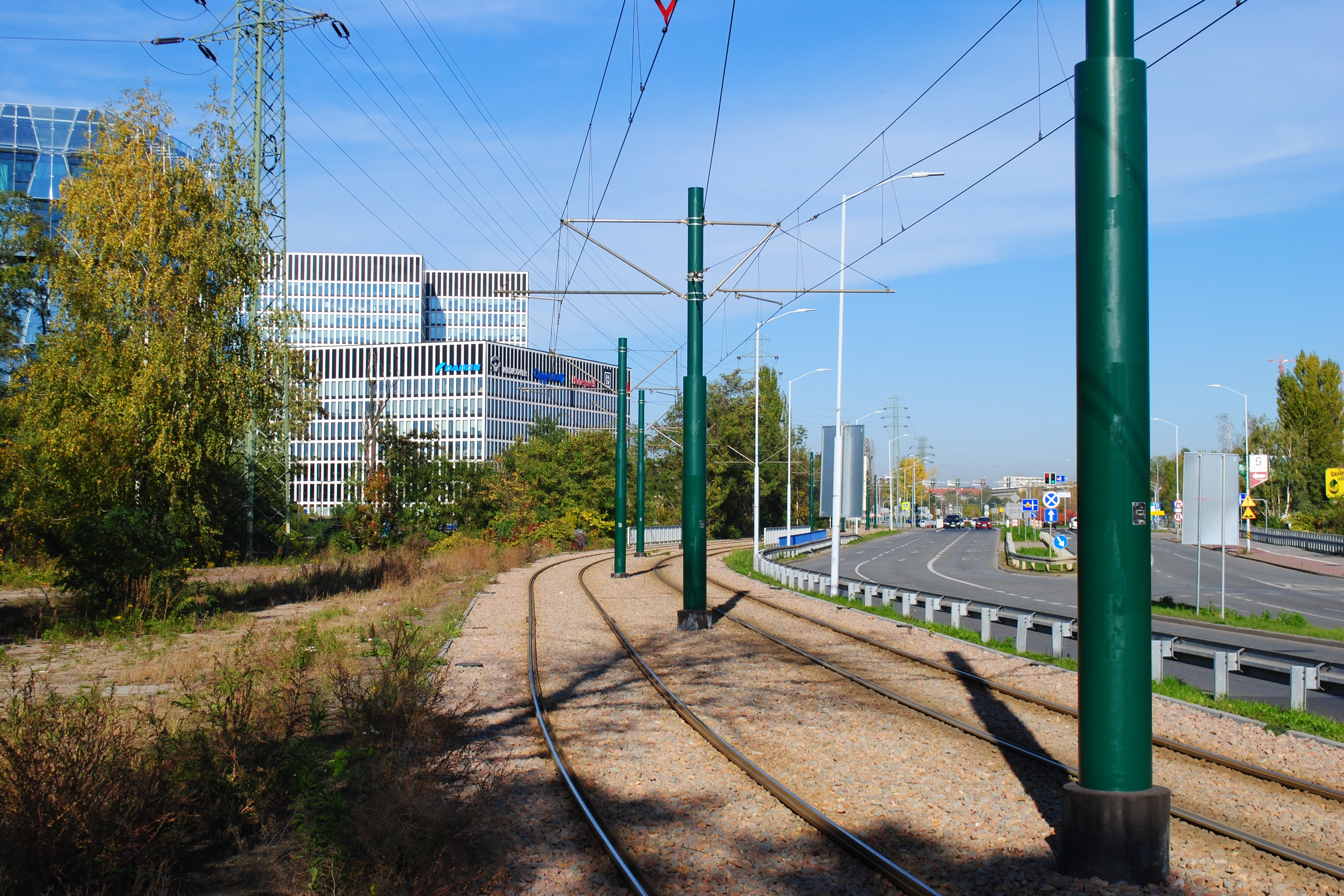
Linia tramwajowa wzdłuż ulicy F.W. Grundmanna w Katowicach (2024)

Tramwaj jest jednym z trzech rodzajów transportu, na którym opiera się system transportu publicznego w Katowicach. Obsługiwany jest przez Tramwaje Śląskie na zlecenie Zarządu Transportu Metropolitalnego.
Sieć tramwajowa w Katowicach ma charakter promienisty z koncentracją na Rynku, skąd linie biegną w czterech kierunkach. Znajduje się głównie w północnej części miasta i łączy dzielnice: Brynów część wschodnia-Osiedle Zgrzebnioka (wzdłuż ulicy T. Kościuszki), Dąb (wzdłuż ulicy Chorzowskiej), Koszutka (wzdłuż alei W. Korfantego i ulicy Chorzowskiej), Osiedle Tysiąclecia (wzdłuż ulicy Chorzowskiej), Piotrowice-Ochojec (Centrum Przesiadkowe Brynów), Szopienice-Burowiec (wzdłuż ulic: Obrońców Westerplatte, Wiosny Ludów i Sosnowieckiej), Śródmieście (ulice: Gliwicka, 3 Maja, Warszawska, św. Jana, T. Kościuszki, J. Kochanowskiego i F.W. Grundmanna, aleja W. Korfantego, Rynek oraz place: Wolności i K. Miarki), Wełnowiec-Józefowiec (wzdłuż alei W. Korfantego), Załęże (wzdłuż ulicy Gliwickiej) i Zawodzie (wzdłuż ulicy 1 Maja). 

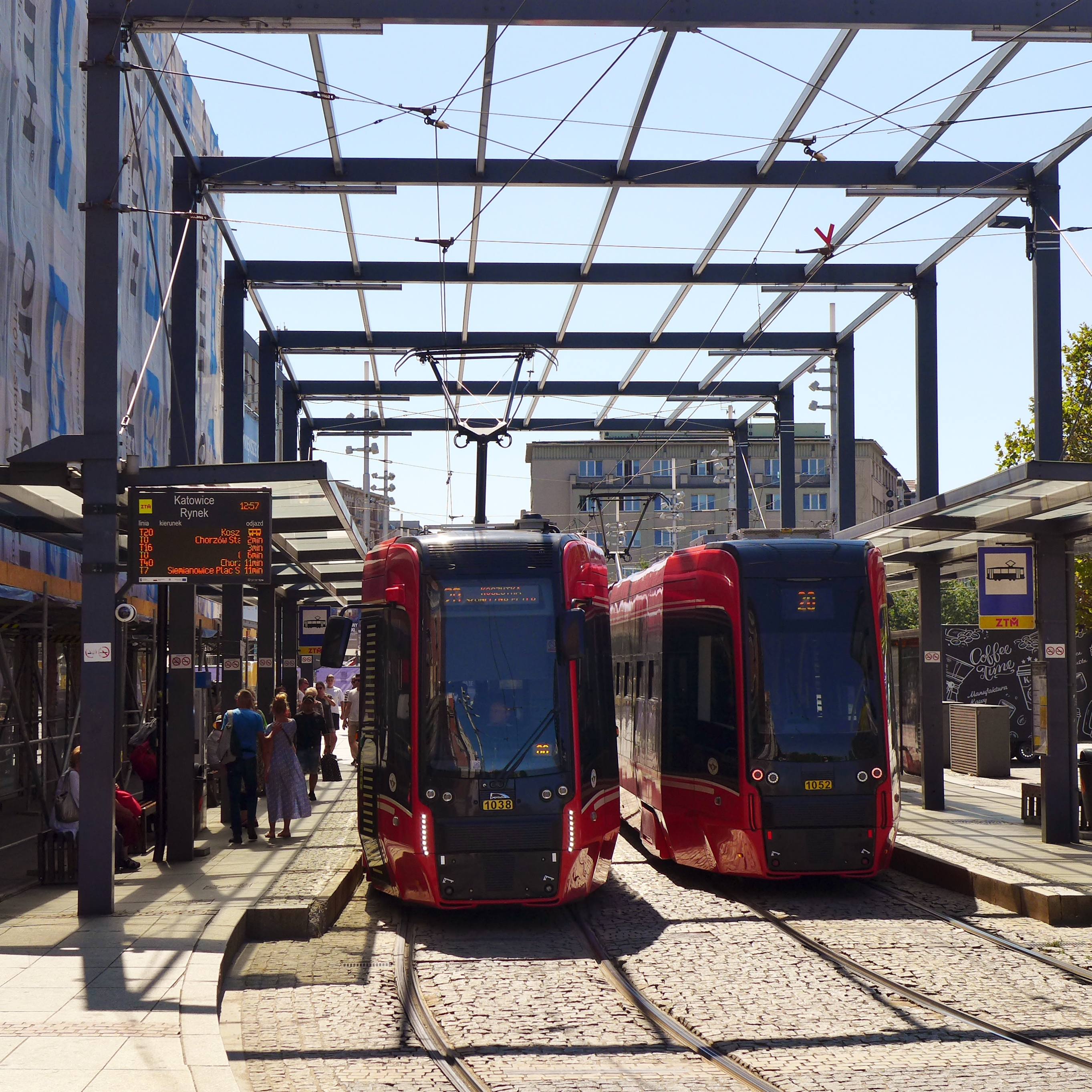
Przystanek tramwajowy Katowice Rynek w październiku 2024 roku

Katowicka sieć stanowi najdłuższy fragment sieci tramwajów Górnośląsko-Zagłębiowskiej Metropolii, która liczyła w 2007 roku 62,167 km toru pojedynczego. Na terenie Katowic zlokalizowana jest zajezdnia tramwajowa Zawodzie, która należy do Rejonu Komunikacyjnego numer 2 Tramwajów Śląskich.
Węzły tramwajowe w centrum miasta znajdują się na Rynku, przy ulicy Warszawskiej oraz na rondzie gen. J. Ziętka, a poza nim do ważniejszych punktów przesiadkowych należą m.in. plac Alfreda w Wełnowcu-Józefowcu, rondo H. Sławika w dzielnicy Osiedle Tysiąclecia oraz centra przesiadkowe Brynów i Zawodzie. Największe potoki pasażerskie w Katowicach rejestruje się na przystanku Rynek /Teatr Śl./ – średnio 4 tys. pasażerów wsiadających i wysiadających w ciągu doby.
W 2007 roku częstość połączeń na poszczególnych liniach tramwajowych przebiegających przez Katowice były bardzo zróżnicowane. W dni robocze w okresie szczytu popołudniowego średnie interwały międzypojazdowe wynoszą od 60 do 60 minut. W tym czasie największą pracę przewozową realizowano na linii nr 20 – około 62 tys. wozokilometrów miesięcznie. Wówczas na 14 linii tramwajowych przebiegających przez Katowice 5 z nich kursowało wyłącznie na terenie miasta, a 4 linie charakteryzowały się ponad 50% udziałem pracy przewozowej na terenie miasta.
W powiązaniach międzymiastowych  z Katowicami w transporcie tramwajowych najintensywniejsze są z Chorzowem, a mniejsze z Bytomiem, Świętochłowicami i Rudą Śląską.

## Linie tramwajowe
Według stanu z 13 listopada 2019 roku przez Katowice przebiegało 13 linii tramwajowych. Są to:
| Linia | Przystanek początkowy              | Przystanek końcowy                     | Liczba przystanków | Miasta                                         | Zajezdnia          | Udział kursów niskopodłogowych | Źr.    |
| ----- | ---------------------------------- | -------------------------------------- | ------------------ | ---------------------------------------------- | ------------------ | ------------------------------ | ------ |
| 0     | Katowice Plac Wolności             | Chorzów Stadion Śląski Pętla Zachodnia | 13                 | Katowice, Chorzów                              | Zawodzie           | 100%                           | [ 33 ] |
| 6     | Katowice Plac Miarki               | Bytom Szkoła Medyczna                  | 43                 | Katowice, Chorzów, Bytom                       | Zawodzie           | 86%                            | [ 34 ] |
| 7     | Katowice Zawodzie Zajezdnia        | Bytom Plac Sikorskiego                 | 39                 | Bytom, Świętochłowice, Chorzów, Katowice       | Stroszek, Zawodzie | 39%                            | [ 35 ] |
| 11    | Katowice Plac Miarki               | Ruda Śląska Chebzie Pętla              | 30                 | Ruda Śląska, Świętochłowice, Chorzów, Katowice | Gliwice, Zawodzie  | 0%                             | [ 36 ] |
| 13    | Katowice Plac Wolności             | Siemianowice Śl. Plac Skargi           | 12                 | Katowice, Siemianowice Śląskie                 | Zawodzie           | 0%                             | [ 37 ] |
| 14    | Katowice Plac Miarki               | Mysłowice Dworzec PKP                  | 33                 | Katowice, Mysłowice                            | Zawodzie           | 0%                             | [ 38 ] |
| 15    | Katowice Plac Wolności             | Sosnowiec Zagórze Pętla                | 29                 | Katowice, Sosnowiec                            | Będzin             | 95%                            | [ 39 ] |
| 16    | Katowice Brynów Huberta            | Katowice Wełnowiec Plac Alfreda        | 18                 | Katowice, Siemianowice Śląskie                 | Zawodzie           | 79%                            | [ 40 ] |
| 19    | Katowice Plac Wolności             | Bytom Stroszek Zajezdnia               | 42                 | Katowice, Chorzów, Bytom                       | Stroszek           | 0%                             | [ 41 ] |
| 20    | Katowice Szopienice Pętla          | Chorzów Rynek                          | 35                 | Chorzów, Katowice                              | Zawodzie           | 55%                            | [ 42 ] |
| 23    | Chorzów Stadion Śląski Pętla Zach. | Katowice Zawodzie Zajezdnia            | 23                 | Katowice, Chorzów                              | Zawodzie           | 0%                             | [ 43 ] |
| 25    | Szopienice Pętla                   | Park Śląski Wejście Główne             | 25                 | Park Śląski Wejście Główne                     | Szopienice Pętla   | 100%                           | [ 44 ] |
| 36    | Katowice Brynów Huberta            | Katowice Zawodzie Zajezdnia            | 19                 | Katowice                                       | Zawodzie           | 0%                             | [ 45 ] |
| 43    | Chorzów Batory Zajezdnia           | Katowice Wełnowiec Plac Alfreda        | 17                 | Katowice, Chorzów                              | Zawodzie           | 0%                             | [ 46 ] |

### Zlikwidowane linie
| Linia | Przystanek początkowy | Przystanek końcowy           | Data likwidacji | Źr.    |
| ----- | --------------------- | ---------------------------- | --------------- | ------ |
| 12    | Chorzów Plac Hutników | Siemianowice Śl. Plac Skargi | 1 stycznia 2009 | [ 47 ] |